# بیت القشمه (روستا)
 بیت قشمه  به عربی ( بیت القشمة )، روستایی است در دهستان وسط از توابع استان حُدَیده در کشور یمن در شبه جزیره عربستان.

## جمعیت
جمعیت آن ( ۷۶) نفر (۶ خانوار) می‌باشد.